# Sergio Maggini
Sergio Maggini   (Seano, 14 de febrer de 1920 - Quarrata, 5 d'abril de 2021) va ser un ciclista italià que fou professional entre 1945 i 1951. Va destacar com a velocista. Era germà del també ciclista Luciano Maggini.
En el seu palmarès destaca una victòria d'etapa al Giro d'Itàlia de 1949, la Coppa Bernocchi del 1945, el Giro del Piemont de 1946 i la Milà-Torí de 1948.

## Palmarès
- 1944
  - 1r a la Coppa del Re
- 1945
  - 1r a la Coppa Bernocchi
- 1946
  - 1r al Giro del Piemont
- 1947
  - 1r al Trofeu Baracchi
  - 1r al Gran Premi de la Indústria i el Comerç de Prato
- 1948
  - 1r a la Milà-Torí
- 1949
  - Vencedor d'una etapa al Giro d'Itàlia

### Resultats al Giro d'Itàlia
- 1946. Abandona
- 1947. Abandona
- 1949. Abandona